# Mőcsény
Mőcsény ist eine ungarische Gemeinde im Kreis Bonyhád im Komitat Tolna. Zu Mőcsény gehören die ehemals eigenständigen Gemeinden Palatinca und Zsibrik.

## Geografische Lage
Mőcsény liegt ungefähr sieben Kilometer südöstlich der Stadt Bonyhád. Nachbargemeinden sind Cikó, Alsóbörzsöny, Grábóc, Szálka und Mórágy.

## Geschichte
Im Jahr 1907 gab es in der damaligen Kleingemeinde 86 Häuser und 421 Einwohner auf einer Fläche von 1321 Katastraljochen. Sie gehörte zu dieser Zeit zum Bezirk Völgység im Komitat Tolna.

## Söhne und Töchter der Gemeinde
- Mihály Mőcsényi (1919–2017), Landschaftsarchitekt und Hochschullehrer

## Sehenswürdigkeiten
- Römisch-katholische Kirche Szent Péter és Pál, erbaut 1767 (Barock)
- Römisch-katholische Kapelle Szent Anna im Ortsteil Palatinca, erbaut 1814, restauriert 1990
- Szent-Rókus-Statue
- Weltkriegsgedenktafel (I. világháborús emléktábla) im Ortsteil Zsibrik

## Verkehr
Durch Mőcsény verläuft die Landstraße Nr. 5603. Die Gemeinde ist angebunden an die Eisenbahnstrecke von Dombóvár nach Bátaszék. Weiterhin bestehen Busverbindungen nach Bonyhád sowie nach Bátaszék.

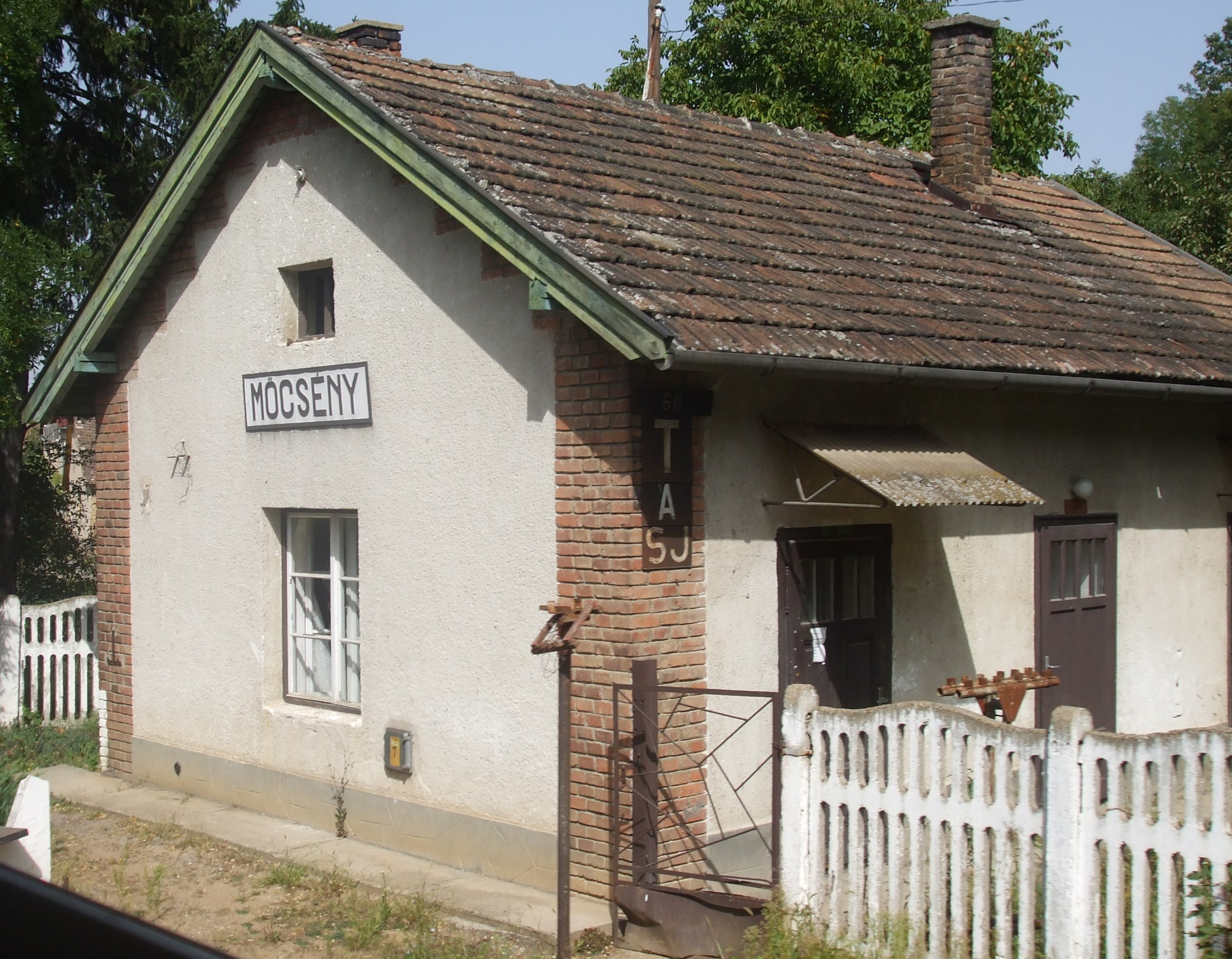
Bahnhofsgebäude Mőcsény